# Aluica da Prata
Aluica da Prata, auch Alucia oder Loicia (* in Pordenone; † in Venedig), war durch die Ehe mit dem Dogen Renier Zen von seiner Wahl am 25. Januar 1253 bis zu seinem Tod am 7. Juli 1268 mehr als 15 Jahre lang Dogaressa der Republik Venedig. 

## Leben
Aluica da Prata war die Tochter von Gabriele II., eines Lehnsherrn von Pordenone, der das väterliche Erbe mit seinem Bruder aufgeteilt hatte. Gabriele erbte die Burg und er durfte sich ab 1214 Signore di Prata nennen.
Seine Tochter heiratete den zukünftigen Dogen zu einem unbekannten Zeitpunkt; das Paar blieb kinderlos. Wohl auf ihre Initiative geht der Bau eines Hospizes für Kranke auf dem Markusplatz zurück, das in der Nähe des Glockenturms entstand, wie Martino da Canale berichtet. Im Amtseid ihres Ehemanns, der promissio ducale, wurde der Dogaressa ausdrücklich das Annehmen von Geschenken untersagt, es sei denn außerhalb der Stadt und nur in Form von Lebensmitteln für den Eigenbedarf. Das galt auch für die anderen Verwandten des Dogen, die mit ihm im Dogenpalast lebten. Auch durfte sie sich nicht für irgendjemandes Interessen brieflich bei den Ratsgremien oder beim Dogen selbst einsetzen. Aluica war dabei die erste Dogaressa, die ausdrücklich genannt wurde, denn der Vorgänger Zens musste diesen Passus noch allgemein für seine Verwandten beeiden, nicht speziell für seine Frau. Diese Verbote galten auch für die Vermittlung von Sitzen in Ratsgremien oder von staatlichen Posten.
Im Testament des Dogen von 1268 wurde Aluica als Nachlassverwalterin eingesetzt. Neben der in die Ehe eingebrachten Mitgift, die der Witwe wie üblich zurückgegeben wurde, erhielt sie zahlreiche Zuwendungen. Dabei konnte sie sich manche Stücke aussuchen, wie es ausdrücklich heißt. Darüber hinaus kamen ihr aus seinem auf eine Million Libra geschätzten Immobilienvermögen, dazu 400.000 libra in Anleihen und Colleganze investiert (eine besondere, nur in Venedig vorkommende Form der Handelsgesellschafts), 3.000 libra zu (alles andere ging überwiegend an fromme Einrichtungen, vor allem an San Zanipolo, und Verwandte). Darüber hinaus durfte sie, solange sie nicht wieder heiratete, im größten Palast der Zeno lebenslang wohnen. Vor allem aber erhielt sie die Einnahmen aus „tres decim domorum nostrarum de sergentibus“, also aus 13 Mietshäusern.
Ihre Lebensdaten sind nicht überliefert.